# Йорк, Том
Томас Эдвард Йорк (англ. Thomas Edward Yorke, род. 7 октября 1968, Англия) — британский рок-музыкант, вокалист и гитарист группы Radiohead. Известен благодаря своему характерному голосу, вибрато и частому применению фальцета. В группе он играет на гитаре и клавишных, также владеет ударными инструментами и бас-гитарой (как это было при записи альбомов Kid A и Amnesiac). В 2019 году, наряду с другими участниками группы, был введён в Зал славы рок-н-ролла.

## Биография
Том Йорк родился в Уэллингборо, Англия. У него был врождённый дефект глазного яблока — до шести лет левый глаз был парализован. Будучи ребёнком, он перенёс пять хирургических операций, последняя из которых оказалась настолько неудачной, что левый глаз почти полностью ослеп, а веко едва приподнималось. Проносив около года чёрную повязку, Том смог смутно видеть левым глазом. Профессия отца — продажа инструментов для химической промышленности — требовала постоянных переездов. Том часто менял школы, ему трудно было заводить друзей, одноклассники часто дразнили его из-за проблемы с глазом, поэтому большая часть его детства прошла в одиночестве.
Когда Тому исполнилось семь лет (семья жила тогда в Оксфорде), он получил в подарок первую гитару. На гитарные подвиги его вдохновило выступление гитариста группы Queen Брайана Мэя (Brian May). Первая законченная песня, рождённая его фантазией, называлась «Mushroom Cloud» и описывала ядерный взрыв. В десять лет Том Йорк, уже ученик частной школы для мальчиков, присоединился к первой в своей жизни рок-группе. Школа сыграла в судьбе Тома чрезвычайно важную роль: именно здесь он нашёл своих будущих одногруппников — Эда О’Брайана, Фила Селвэя, Колина Гринвуда и его младшего брата Джонни Гринвуда.
Репетировать юные музыканты могли только по пятницам, поэтому их группа поначалу именовалась On A Friday. Том Йорк играл на гитаре и исполнял обязанности вокалиста, а также развивал навыки композитора и автора текстов. По словам Тома, наиболее важными фигурами в его личном музыкальном пантеоне были Элвис Костелло, Queen и The Beatles. Что касается музыкальных предпочтений его одногруппников, то оказалось, что все они сходятся на трёх альтернативных группах — The Smiths, R.E.M. и Pixies.
В 1987 году девятнадцатилетний Том попал в автокатастрофу. Сам он почти не пострадал, но девушка, сидевшая на переднем сиденье рядом с ним, получила серьёзные травмы. С тех пор музыкант испытывает панический страх перед автомобилями, что нашло отражение в песнях Radiohead «Airbag», «Lucky», «Killer Cars» и «Stupid Car».
В университете Том Йорк изучал изобразительное искусство и английский язык. По вечерам работал диджеем в клубе «Guild» и играл в группе Headless Chickens. Какое-то время он подрабатывал на полставки санитаром в психиатрической клинике. На втором курсе Йорк увлекся компьютерной реальностью: в университете появились компьютеры Macintosh, которые его полностью очаровали.
Примерно в это же время не меньше его очаровал художник Стенли Донвуд, который, начиная с 1994 года, станет основным соавтором — наряду с фронтменом — художественного оформления синглов и альбомов Radiohead. В своих дизайнерских работах музыкант часто прятался под разными псевдонимами — The White Chocolate Farm, Tchock и другими. В 2001 году тандем Йорка и Донвуда удостоится премии Grammy за лучшее оформление альбома.
В 1991 году, после нескольких лет разлуки (школьные друзья за это время успели окончить колледжи и университеты), рок-квинтет On A Friday был торжественно реанимирован. После подписания контракта с рекорд-лейблом Parlophone название пришлось сменить. Так появилась группа Radiohead, обязанная своим именем одноимённой песни из альбома Talking Heads «True Stories».
Группа сумела привлечь к себе внимание первым же синглом «Creep», представленным в дебютном альбоме Pablo Honey, который критики встретили неоднозначно. Том Йорк, как главный генератор музыкальных идей и инициатор эмоциональной атмосферы, населял песни Radiohead собственными призраками, находил выход для своих душевных и духовных конфликтов. Поэтому в творчестве группы с первых шагов доминировали темы изоляции, эстетизма, смирения. Этот нетипичный эмоциональный концентрат впервые был более или менее полно обрисован во втором альбоме The Bends.
Третья студийная попытка группы — классический диск OK Computer (1997), вознесенный в ранг эпохального релиза многими музыкальными изданиями. Редакциями журналов Q (Великобритания) и Play (Россия) был назван величайшим альбомом всех времён.
Этот релиз в одночасье превратил Radiohead в одну из самых авторитетных современных рок-групп. А её лидера довел до состояния глубокой депрессии: Тому не давала покоя мысль, что публика попалась на удочку не столько музыки, сколько личностей, стоящих за вывеской Radiohead, что она буквально была опьянена нетрадиционным взглядом фронтмена.
Таким образом, в следующем альбоме Йорку меньше всего хотелось повторять саунд OK Computer с его неожиданно успешной формулой. Лонг-плей Kid A (2000) представлял собой ещё один стилистический эксперимент группы, активно ассимилировавшей элементы электронной музыки. В абстрактных звуковых пейзажах Kid A можно расслышать не только лид-вокал, гитару и фортепиано Тома, но и его пассажи на электронных клавишных, бас-гитаре. Впоследствии он пробует себя как барабанщик.
В интервью, которые Том Йорк давал в разные годы, он неоднократно признавался, что терпеть не может «противный консерватизм в обществе, пронизывающий его душу», а сплетни, которые СМИ нагнетают вокруг знаменитостей, приводят его в истерику. Будучи самой важной и креативной фигурой на современной британской сцене, Йорк всегда ведёт себя так, словно и не подозревает о своем статусе. Для него гораздо большее значение имеют сугубо творческие и профессионально-технические моменты. Поклонники ценят его аутентичное умение петь фальцетом, продемонстрированное в треках «Fake Plastic Trees» и «How To Disappear Completely», его способность покорять самые высокие ноты регистра (в песнях «Creep», «Exit Music (For a Film)», «Let Down»).
Пятый альбом Radiohead Amnesiac (2001) стал продолжением Kid A, основная часть материала создавалась ещё во время сессий 1999—2000 годов. Возвращаться к гармоничному гитарному року пятерка не собиралась.
Во время промокампании, приуроченной к изданию следующего лонг-плея Hail to the Thief (2003), фронтмен признался, что с удовольствием подготовил бы альбом, используя один только компьютер и забыв о существовании гитары. Через несколько лет он успешно реализует такую возможность (сольный альбом The Eraser).
Голос Тома можно услышать в песнях Бьорк («I’ve Seen It All» из альбома Selmasongs, в сингле «Náttúra»), Пи Джей Харви («This Mess We’re In», «One Line» и «Beautiful Feeling» с пластинки Stories from the City, Stories from the Sea), группы Drugstore (дебютный сингл «El President», изданный в альбоме White Magic for Lovers), в кавер-версии песни Pink Floyd «Wish You Were Here», записанной совместно с Sparklehorse, в сингле «Rabbit in Your Headlights» группы UNKLE.
Том Йорк также пел в специально созданной супергруппе Venus in Furs, которая подготовила саундтрек для фильма Тодда Хэйнса «Бархатная золотая жила» (1998), посвященного глэм-року. Он записал вокальные партии для трех песен.
В мае 2006 года Том Йорк сообщил, что он закончил работу над сольным дебютом, который увидит свет в ближайшие месяцы. Студийный релиз музыканта The Eraser, записанный совместно с давним продюсером Radiohead Найджелом Годричем, состоялся летом 2006 года.
В конце 2009 года Йорк дал несколько концертов вместе со своей новой группой, а в начале 2010 года стало известно её название — Atoms for Peace. Так, 25 февраля 2013 года был выпущен альбом Amok.
Выступил в качестве композитора нового фильма Луки Гуаданьино «Суспирия». Из музыки, написанной к фильму, получился альбом, который включает 25 треков — сборник всех композиций вышел 26 октября 2018 года, в том числе и на виниле.
22 мая 2021 года Том Йорк, гитарист Radiohead Джонни Гринвуд и барабанщик Sons of Kemet Том Скиннер провели на сайте фестиваля Glastonbury трансляцию, во время которой представили новый проект The Smile. Выступление состояло из восьми песен, одна из которых — «Skrting on the Surface» — является неизданной песней Radiohead, а остальные — новым материалом. Продюсером группы является Найджел Годрич. 13 мая 2022 года The Smile выпустили дебютный альбом A Light for Attracting Attention. 26 января 2024 года выпущен второй альбом The Smile — «Wall of Eyes», получивший признание критиков. Продюсером второго альбома является Сэм Петтс-Дэвис. 28 августа 2024 года был анонсирован третий альбом The Smile — «Cutouts». Он вышел 4 октября 2024 года.
28 января 2024 года на фестивале International Film Festival состоялась премьера фильма «Confidenza», автором саундтрека выступает Том Йорк.
9 мая 2025 года был выпущен совместный альбом с электронщиком Марком Притчардом «Tall Tales» над которым велась работа с 2020 года. Релиз был выпущен под лейблом Warp Records.

## Личная жизнь
Том Йорк живёт в Оксфордшире. Он вегетарианец, а также занимается йогой и практикует медитацию. Его младший брат Энди был участником группы Unbelievable Truth с 1993 по 2000 года.
С 1992 года Том Йорк состоял в отношениях с художницей, фотографом и преподавательницей средневековой итальянской литературы Рэйчел Оуэн, с которой познакомился во время обучения в Эксетерском университете. У Йорка и Оуэн родилось двое детей — сын Ноа (род. 2001) и дочь Агнес (род. 2004). По сообщениям прессы, пара поженилась в мае 2003 года в Оксфордшире. В августе 2015 они объявили о расставании «после 23 счастливых и творческих лет совместной жизни». Оуэн скончалась от рака 18 декабря 2016 года.
В конце сентября 2020 года Том Йорк женился на итальянской актрисе Даяне Рончионе.

## Сольная дискография
- The Eraser (2006)
- Tomorrow's Modern Boxes (2014)
- Suspiria (Music for the Luca Guadagnino Film) (2018)
- Anima (2019)
- Confidenza (Original Soundtrack) (2024)

### Спродюсированные альбомы
- Suspiria (Music for the Luca Guadagnino Film) (2018)
- Sus Dog (альбом Криса Кларка) (2023) — исполнительный продюсер

### Совместные альбомы
- Tall Tales (совместно с Марком Притчардом) (2025)